# List Brunona z Kwerfurtu do króla Henryka II

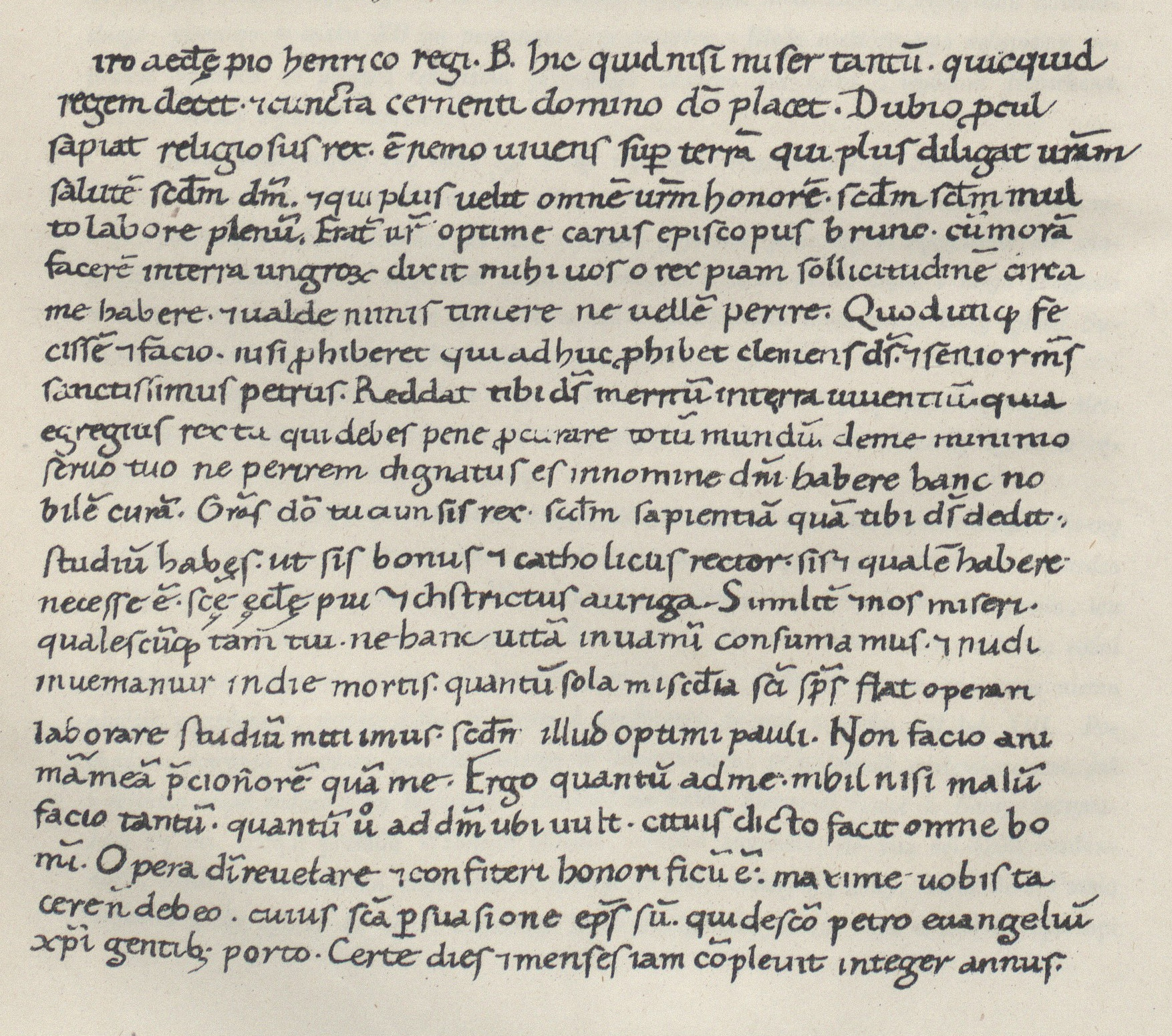
Odpis fragmentu listu opublikowany przez Augusta Bielowskiego w 1864

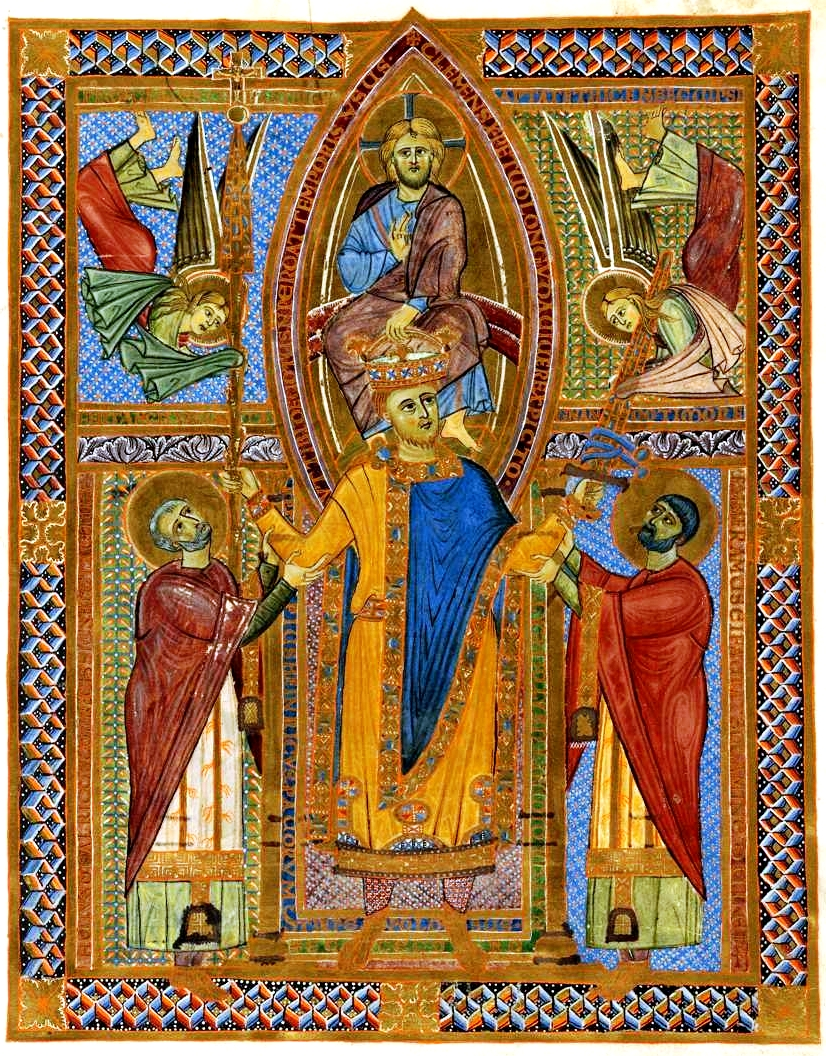
Henryk II, miniatura z sakramentariusza króla Henryka, ok. 1002–1014

List Brunona z Kwerfurtu do króla Henryka II (łac. Epistola Brunonis ad Henricum regem) – średniowieczny list w języku łacińskim z początku XI wieku autorstwa Brunona z Kwerfurtu, skierowany do Henryka II, dotyczący w dużej części ówczesnych stosunków polsko-niemieckich i popierający politykę Bolesława Chrobrego.

## Rękopis i wydania
Tekst listu zachował się w rękopiśmiennym zbiorku reguł gramatycznych przechowywanym obecnie w Landes- und Murhardsche Bibliothek w Kassel (sygn Philol. 4, f. 151v–153v). Zbiór powstał w XI w. w Opactwie benedyktyńskim w Fuldzie. Tekst listu podpisany jest tylko inicjałem „B.”. W rękopisie tekst nie ma tytułu . Rozpoczyna się od incipitu Viro Aecclesie, pio Henrico regi….
Historia skopiowania listu do zbiorku nie jest znana. Nie wiadomo, czy kopia listu została wykonana na podstawie oryginału czy innej kopii oraz czy nie zawiera błędów i opuszczeń. Można podejrzewać, że list nie spotkał się z uznaniem adresata ze względu na krytyczny ton i został odłożony do materiałów nieaktualnych, zaś do zachowanego zbioru materiałów ćwiczebnych został skopiowany jedynie jako przykład wartościowy stylistycznie.
List wzbudził zainteresowanie badaczy dopiero w stuleciach XVIII i XIX, kiedy to ukazał się najpierw w odpisie, a następnie kilkukrotnie w druku, opatrzony komentarzami. Tekst łaciński wraz ze swoim tłumaczeniem opublikował w 1856 Jan Papłoński w „Gazecie Warszawskiej” , przedrukowany następnie w tym samym roku w „Bibliotece Warszawskiej”  (tekst łaciński opierał się jednak na dawniejszym odpisie zawierającym błędy i opuszczenia ). Łaciński oryginał został opublikowany w Polsce przez Augusta Bielowskiego w 1864  i Jadwigę Karwasińską w 1973 . Tłumaczenie listu na język polski autorstwa Kazimierza Abgarowicza ukazało się w 1966 .

## Okoliczności powstania
Z treści utworu wynika, że list został napisany krótko przed wyprawą misyjną do Prus, podczas której Bruno poniósł męczeńską śmierć (prawdopodobnie w marcu 1009). Tekst mógł więc powstać podczas hipotetycznego pobytu Brunona w Polsce, pod koniec roku 1008 lub na początku 1009. Możliwe jednak, że wyprawa Brunona do Prus wyruszyła z Rusi, nie zaś z Polski. W takim wypadku list mógł być napisany przez Brunona na Rusi po powrocie od Pieczyngów, a przed wyprawą do Prus.
Brunon znał króla Henryka osobiście. Treść listu sprawia wrażenie, jakby był on odpowiedzią na jakiś wcześniejszy krytyczny list Henryka do Brunona, żądający wyjaśnień na temat dotychczasowej działalności. Bruno tłumaczy się w liście ze swojego stosunku do Chrobrego, nie dokonując wprowadzenia tej postaci, jakby było oczywiste, o kogo chodzi.
Możliwe jest, że pewien udział w redagowaniu listu miał sam Chrobry, a przynajmniej podzielał wymowę polityczną listu i traktował Brunona jako pośrednika w negocjacjach z Henrykiem. Wskazują na to fragmenty przywołujące stanowisko Chrobrego (np. „Ten Bolesław inaczej, niż myślisz nasz królu, zapewnia Cię, że na wieki Ciebie nie opuści, lecz w zwalczaniu pogan zawsze wspierać będzie.”). List mógł więc być częścią zabiegów o wypracowanie kompromisowego porozumienia między toczącymi wojnę Bolesławem Chrobrym i Henrykiem II. Nie oznacza to jednak, że list był pisany wprost na zamówienie Chrobrego lub przez niego inspirowany . List zawiera przede wszystkim poglądy samego Brunona, które były natomiast w wielu punktach zbieżne z perspektywą państwa piastowskiego .

## Treść
List składa się z dwóch części. W pierwszej autor opisuje swoje wyprawy misyjne na Węgry (1006–1007) oraz do Pieczyngów (1007–1008, wyprawa ta rozpoczęła się i zakończyła na Rusi Kijowskiej przy wsparciu Włodzimierza Wielkiego). Bruno wspomina też o swojej planowanej wyprawie misyjnej do Prus. Druga część listu zawiera zarzuty pod adresem króla Henryka II oraz emocjonalne omówienie ówczesnych stosunków polsko-niemieckich.
Utwór zawiera fragmenty dotyczące Bolesława Chrobrego i prezentujące przesłanki jego polityki, rozbieżnej z polityką niemieckiego władcy. Bruno opowiada się po stronie Bolesława i apeluje, by Henryk zaprzestał walk z polskim władcą, który jest przykładnym chrześcijaninem oraz protektorem misji wśród pogan.  Zwraca Henrykowi uwagę, że Bolesław, najechany przez Henryka, nie może wspierać działalności misyjnej, w tym planowanej misji Brunona. Krytykuje przy tym korzystanie przez Henryka z pomocy pogańskich Luciców podczas najazdów na chrześcijańską Polskę. Apeluje wreszcie do Henryka o pojednanie z Bolesławem i zwrócenie się przeciw poganom.
List ułożony jest zgodnie z zasadami ars dictandi. Autor wykorzystuje wiele zabiegów retorycznych. Z jednej strony zapewnia adresata o swojej sympatii i obdarza go komplementami, zaś z drugiej – wygłasza emocjonalne i patetyczne oskarżenia oraz wezwania do poprawy stosunków z Chrobrym. List rozpoczyna się konwencjonalną formułą powitalną, pełną uniżoności, pokory, wyrazów troski o zbawienie adresata i deklaracji o wierności. Końcowa formuła zawiera pozdrowienia i życzenia, by król żył zgodnie z nakazami wiary i zmarł w wieku sędziwym, pełen cnót.

### Wydania w Polsce
- Jan Papłoński (tłum.). Nowe świadectwo współczesne O Bolesławie Chrobrym. „Gazeta Warszawska”. 155, 158, 162, 1856. [oryginał i tłumaczenie]
- Jan Papłoński (tłum.). O Bolesławie Chrobrym nowe świadectwo współczesne. „Biblioteka Warszawska”. 4, s. 213–230, 1856. [oryginał i tłumaczenie]
- List ś. Brunona do Henryka II cesarza. W: Monumenta Poloniae Historica / Pomniki dziejowe Polski. August Bielowski (wyd.). T. 1. Lwów: 1864, s. 223–228. [oryginał]
- Bruno z Kwerfurtu: List do króla Henryka II. W: Piśmiennictwo czasów Bolesława Chrobrego. Kazimierz Abgarowicz (tłum.), Jadwiga Karwasińska (wstęp i koment.). Warszawa: Państwowe Wydawnictwo Naukowe, 1966, s. 247–261. [tłumaczenie]
- Bruno z Kwerfurtu: Epistola Brunonis ad Henricum regem. W: Monumenta Poloniae Historica nova series. Jadwiga Karwasińska (oprac.). T. 4 fasc. 3. Warszawa: Państwowe Wydawnictwo Naukowe, 1973, s. 97–106. [oryginał]

### Opracowania
- August Bielowski: List ś. Brunona do Henryka II cesarza. W: Monumenta Poloniae Historica / Pomniki dziejowe Polski. T. 1. Lwów: 1864, s. 223.
- Tomasz Gackowski: Skażcie mnie na zapomnienie, czyli recepcja „Listu św. Brunona z Kwerfurtu do Henryka II” wśród ówczesnej elity politycznej Niemiec. W: Pamiętać czy zapomnieć… Miejsca pamięci we współczesnym dyskursie naukowym. II Międzynarodowa Sesja Humanistyczna, Kraków, 24–26 czerwca 2010 r.. Anna Zglińska, Piotr Pranke (red.). Toruń; Warszawa: In Tempore; Teka Historyka, 2011, s. 41–50.
- Jadwiga Karwasińska: Wstęp. W: Piśmiennictwo czasów Bolesława Chrobrego. Kazimierz Abgarowicz (tłum.), Jadwiga Karwasińska (wstęp i koment.). Warszawa: Państwowe Wydawnictwo Naukowe, 1966, s. 5–22.
- Jadwiga Karwasińska: Świadek czasów Chrobrego – Bruno z Kwerfurtu. W: Polska w świecie. Szkice z dziejów kultury polskiej. Warszawa: Państwowe Wydawnictwo Naukowe, 1972, s. 91–105.
- Teresa Michałowska: Średniowiecze. Warszawa: Wydawnictwo Naukowe PWN, 1995. ISBN 83-01-11452-5.
- Teresa Michałowska: Literatura polskiego średniowiecza. Warszawa: Wydawnictwo Naukowe PWN, 2011. ISBN 978-83-01-16675-5.
- Maksymilian Sas. Działalność św. Brunona z Kwerfurtu. „Teka Historyka”. 38, s. 32–95, 2009.
- Jarosław Sochacki. Wizja stosunków prawnych polsko-niemieckich Brunona z Kwerfurtu. „Słupskie Studia Historyczne”. 7, s. 9–25, 1999.
- Miłosz Sosnowski. Kilka uwag o chronologii życia i twórczości Brunona z Kwerfurtu. „Roczniki Historyczne”. LXXXII, s. 63–78, 2016.